# Dorsum

Il Dorsum Zirkel nel Mare Imbrium sulla Luna.

Dorsum (plurale: dorsa) è un termine latino originariamente impiegato per indicare il dorso degli animali, e quindi per indicare la cresta di un monte. Si utilizza comunemente in esogeologia per descrivere formazioni geologiche simili a creste, o comunque di forma allungata e sopraelevate rispetto al terreno circostante, presenti su altri corpi celesti.
Il termine dorsum è stato assegnato a simili strutture presenti sulla Luna, sui pianeti Mercurio, Venere e Marte, sul pianeta nano Plutone e il suo satellite Caronte, sugli asteroidi Vesta, Lutetia, Ida, Eros, Dinkinesh e Ryugu, sul satellite marziano Fobos, sui satelliti di Saturno Encelado, Dione, Iperione, sul satellite di Nettuno Tritone, sul satellite di Dinkinesh 152830 I Selam.

## Nomenclatura
L'Unione Astronomica Internazionale ha stabilito le seguenti regole per assegnare il nome a un dorsum:
- Pianeti
  - Mercurio: scienziati defunti che hanno contribuito allo studio del pianeta
  - Venere: divinità femminili celesti
  - Plutone: nomi della mitologia, folclore e letteratura relativi al mondo sotterraneo
- Satelliti
  - Luna: geoscienziati
- Asteroidi
  - 243 Ida: partecipanti alla missione spaziale Galileo
  - 433 Eros:[4] scienziati che hanno contribuito allo studio e all'esplorazione di Eros
  - 4 Vesta:[5] scienziati che hanno contribuito allo studio di Vesta
  - 162173 Ryugu:  luoghi e personaggi legati a fiabe e racconti per bambini
  - 152830 Dinkinesh: aggettivi bella, meravigliosa, magnifica espressi nei vari linguaggi dell'umanità